# Private (Band)
Private ist ein Popmusik-Trio aus Dänemark bestehend aus dem dänischen Produzenten Thomas Troelsen, dem Gitarristen Asger Tarpgaard und der Sängerin Tanja Simonsen. Obwohl der Stil klar an den New-Wave-Sound der 1980er-Jahre angelehnt ist, lässt sich an dem modernen, sauberen Klang das junge Alter der Songs erkennen. Das Debüt-Album My Secret Lover wurde von Troelsen in Kopenhagen und New York City produziert, und von Jason Boshoff (Basement Jaxx, David Gray) in London gemastert. Die erste Single aus dem gleichnamigen Album erreichte Platz 1 der dänischen Single-, Airplay- und Download-Charts und erhielt darüber hinaus viele gute Kritiken.

## Diskografie

### Studioalben
| Jahr | Titel                          | Höchstplatzierung, Gesamtwochen, AuszeichnungChartsChartplatzierungen (Jahr, Titel, Platzierungen, Wochen, Auszeichnungen, Anmerkungen) | Anmerkungen     |
| Jahr | Titel                          | DK | Anmerkungen     |
| ---- | ------------------------------ | --- | --------------- |
| 2007 | My Secret Lover                | DK9 (19 Wo.)DK | Universal Music |
| 2008 | Private Party + My Secret Love | DK33 (1 Wo.)DK |                 |

### Singles
| Jahr | Titel Album                      | Höchstplatzierung, Gesamtwochen, AuszeichnungChartsChartplatzierungen (Jahr, Titel, Album, Platzierungen, Wochen, Auszeichnungen, Anmerkungen) | Anmerkungen |
| Jahr | Titel Album                      | DK | Anmerkungen |
| ---- | -------------------------------- | --- | ----------- |
| 2007 | My Secret Lover                  | DK2 (21 Wo.)DK |             |
| 2007 | Crucify My Heart My Secret Lover | DK4 (19 Wo.)DK |             |

Weitere Singles
- 2008: We Got Some Breaking Up To Do
- 2008: Killer On The Dancefloor